# Centralartär
Centralartären är en arteriol som passerar genom de periarteriella lymfskidorna (PALS) i mjältens vita pulpa.